# Чипізація населення Землі
Чипізація — це теорія змови, згідно з якою вакцини містять мікрочипи, подібні до тих, які імплантують тваринам, за допомогою яких за вакцинованими людьми слідкують через 5G або RFID. Теорія набула широкого розголосу під час пандемії COVID-19.
Чипізацію часто пов'язують із Біллом Гейтсом, тому що він спонсорує деякі програми вакцинації. Деякі прихильники цієї теорії вважають, що він і створив вірус та пандемію, щоб розповсюдити чипи.
Попри відсутність переконливих доказів, опитування YouGov, в якому взяли участь 1640 людей, показало, що 28 % американців вірять у теорію мікрочипів.

## Поширення
У 2020 році у соціальних мережах почали з'являтися відео, де начебто до місця уколу прикладали магніти та монети, та вони трималися. Марновірство про чипізацію часто накладається на християнське уявлення про печатку Звіра, описану в Об'явленні Іоана Богослова.

## Спростування
Шприци, якими вводять вакцини, набагато менші у діаметрі за ті, які використовують для введення чипів тваринам. Найтовщі шприци для вакцин мають діаметр голки 0,72 мм, тоді як для введення чипів, використовуваних у тваринництві, потрібно принаймні 1,83 мм.